# Partia (kraina)

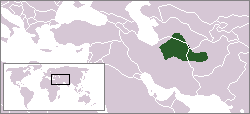
Partia

Partia, gr. Παρθία, Παρθυαία, Παρθυηνή, stp. Parthawa – kraina historyczna starożytnego Iranu, położona na południowy wschód od Morza Kaspijskiego, w większości w dzisiejszym północno-wschodnim Iranie, a także w Turkmenistanie i Afganistanie.
Nazwa „Partia” pochodzi od Partów, którzy wraz z Persami i Medami należeli do zachodnich ludów irańskich. Na północnym zachodzie granicą regionu były góry Elburs, a na zachodzie Bramy Kaspijskie. Poza tym terytorium Partii w czasach Achemenidów jest trudne do określenia, musiało ono jednak obejmować basen Wielkiej Pustyni Słonej. Podczas panowania Arsakidów Partia rozciągała się prawdopodobnie aż do dzisiejszego Gonabadu i Birdżandu. Na wschodzie jej granica biegła obok lub wzdłuż dolnego biegu Hari Rod, w pobliżu dzisiejszej granicy z Afganistanem. Na zachodzie Partia graniczyła z Medią, na północnym zachodzie z Hyrkanią, a na wschodzie z Margianą i Arią. Wąskie doliny pomiędzy górami i pas lądu na północ od Kopet-dag, nawadniane w sposób naturalny lub sztuczny przez górskie strumienie lub rzekę Atrek, były żyzne. Poza tym Partia była pokryta przez lasy i zarośla, poprzecinana wzgórzami i górami, po części pustynna i raczej pozbawiona zasobów naturalnych. Przebiegała przez nią północna odnoga szlaku jedwabnego i stanowiła ona pomost dla wymiany pomiędzy Mezopotamią i zachodnim Iranem a Azją Środkową, a także miejsce kontaktu pomiędzy jej osiadłą populacją a koczownikami i półkoczownikami północnych stepów i stąd brało się „wielkie historyczne znaczenie tego względnie małego kraju”.
Być może pierwsza wzmianka o Partii znajduje się w źródłach asyryjskich, które ok. 676 p.n.e. wymieniają kraj Partukku. Według Herodota: „Jest w Azji równina, zamknięta zewsząd górami, a w tych górach jest pięć rozpadlin. Równina ta należała niegdyś do Chorasmiów [tj. mieszkańców Chorezmu], leżąc na pograniczu ich własnego kraju i krajów Hyrkaniów, Partów, Sarangów [tj. mieszkańców Drangiany] i Tamanajów". Ten fragment stał się podstawą do sformułowania przez Josefa Markwarta tezy o istnieniu „Wielkiego Chorezmu” – związku wyżej wymienionych plemion irańskich, która nadal jest przedmiotem dyskusji. U Herodota znajdujemy także dwa inne świadectwa powiązań Partów z ludami wschodnioirańskimi. Według niego Partia, Chorezm, Sogdiana i Aria tworzyły jedną satrapię. Ponadto w armii Kserksesa I (486–465 p.n.e.) Partowie i Chorezmijczycy mieli walczyć razem pod dowództwem Artabazosa. Według Ktezjasza Partia została podporządkowana Medii, pomimo że w walce o niezależność uciekła się do pomocy Saków. Kiedy Cyrus (559–529 p.n.e.) walczył z Astyagesem (585–550 p.n.e.), wojska z Partii i Hyrkanii jako pierwsze przeszły na jego stronę. Cyrus opanował obie te krainy w latach 549–548 p.n.e. Generalnie źródła antyczne wiążą ze sobą Partię i Hyrkanię, które w okresie achemenidzkim i co najmniej do końca panowania Seleukidów stanowiły jedną satrapię. Prawdopodobnie istniała „wielka" satrapia Partii, obejmująca Partię i Hyrkanię, i mniejsza satrapia Partii właściwej. Za panowania Cyrusa satrapą Partii i Hyrkanii był Hystaspes, ojciec Dariusza I (521–486 p.n.e.). W Partii miały leżeć dwa ważne miasta, Wiszpauzati i Patigrabana, jednak nie znamy ich położenia. Zważywszy na jego znaczenie za Arsakidów, stolicą Partii mogło być już wtedy późniejsze hellenistyczne Hekatompylos (najprawdopodobniej dzis. Szahr-e Ghumes).  W roku 521 p.n.e. mieszkańcy satrapii poparli bunt Fraortesa z Medii, który wywodził swoje pochodzenie od Kyaksaresa (ok. 625 – ok. 585 p.n.e.), i Hystaspes stłumił rebelię po zwycięstwie w dwóch bitwach. Wydaje się, że w późniejszym okresie Partia nie buntowała się przeciwko Achemenidom. Występuje ona jako odrębna prowincja imperium zarówno w inskrypcji z Behistun, jak i w innych inskrypcjach Dariusza i Kserksesa. Na reliefie z apadany Persepolis delegacja z Partii składa trybut w formie naczyń i dwugarbnego wielbłąda.
Achemenidzka część historii Partii dobiegła końca kiedy jej satrapa Fratafernes poddał się Aleksandrowi (336–323 p.n.e.) latem 330 roku p.n.e., tuż po śmierci Dariusza III (336–330 p.n.e.). Jakiś czas później Aleksander przywrócił go na jego stanowisko, Fratafernes utracił je jednak ponownie w roku 320 p.n.e., kiedy został zastąpiony przez Macedończyka Filipa. Ten zginął w roku 317 p.n.e., zabity przez satrapę Medii Pejtona, wkrótce jednak wypartego z Partii przez wrogą mu koalicję satrapów. W roku 315 p.n.e. Antygon Jednooki (zm. 301 p.n.e.) mianował swojego dowódcę Nikanora satrapą Medii i strategiem tzw. Górnych Satrapii, w skład których wchodziła Partia. Nikanor został pokonany przez Seleukosa (312/311 p.n.e. – 281 p.n.e.) w roku 312/311 p.n.e. i ostatecznie w wyniku wojen diadochów Partia przypadła Seleukidom. Utracili ją oni kiedy ok. roku 245 p.n.e. przeciwko ich władzy zbuntował się namiestnik Partii i Hyrkanii Andragoras.
W III wieku p.n.e. Partia była przedmiotem powtarzających się najazdów koczowniczych Aparnów, należących do federacji Dahów. Ich wódz, Arsakes (247 – ok. 217 – 214 p.n.e.), podbił pograniczny region Astauene i w roku 247 p.n.e. koronował się na króla w mieście Asaak. Następnie wykorzystując secesję Andragorasa Arsakes ok. roku 238 p.n.e. dokonał inwazji Partii, ustanawiając tam swoją władzę. Dwie ekspedycje Seleukidów – Seleukosa II (245–226 p.n.e.) ok. roku 230 p.n.e. i Antiocha III (223–187 p.n.e.) w roku 209 p.n.e. zakończyły się niepowodzeniem, i Partia pozostała w rękach Aparnów. Zasymilowali się oni z osiadła ludnością Partii do tego stopnia, że stali się znani jako Partowie. Partia odgrywała początkowo ogromną rolę w państwie Arsakidów – to w niej znajdowały się ich pierwsze rezydencje królewskie, takie jak Nisa (identyfikowana często ze stanowiskiem archeologicznym nieopodal Aszchabadu) i Hekatompylos (najprawdopodobniej Szahr-e Ghumes). Jej znaczenie spadło jednak wraz z rozszerzaniem się państwa Partów na zachód. W I w. p.n.e. nową rezydencja zimową stał się Ktezyfon, a letnią Ekbatana, zaś Hekatompylos zostało w większości opuszczone. W czasach Sasanidzkich Partia była znana pod nazwą „Abarszahr” – „Kraj Aparnów”, i wchodziła w skład wielkiej satrapii Chorasanu, która była rządzona z Marwu. Od IV wieku n.e. była ona przedmiotem najazdów koczowniczych Czolów i Kidarytów, a następnie Heftalitów. To właśnie w Marwie zginął ostatni władca z dynastii Sasanidów, Jazdgird III (632–651), a wraz z jego śmiercią dobiegła końca historia starożytnej Partii.